# Маленький Волк
Ма́ленький Волк или Ма́ленький Койот, (англ. Little Wolf, на шайеннском языке — Ó'kôhómôxháahketa; 1820—1904) — вождь северных шайеннов. Лидер своего племени в войнах с армией США в 1860—1870-х годах.

## Биография
Родился на территории современной Монтаны. Уже к середине 1850-х проявил себя в боях с врагами племени и был избран лидером военного Общества Лосей. Пользовался огромным уважением в племени. Участвовал во всех войнах против американской армии, которые вели северные шайенны.
В мае 1877 года сдался властям США, после чего вместе с частью племени был отослан на Индейскую Территорию. Условия были невыносимые, много людей умерло от болезней и голода. В сентябре 1878 года северные шайенны — 89 мужчин и 146 женщин и детей — под предводительством Маленького Волка и Утренней Звезды покинули резервацию и попытались прорваться на родные земли севера. Тысячи американских солдат преследовали маленькую группу практически безоружных воинов, обременённых большим количеством женщин и детей, но шайеннам удавалось отбивать все атаки и продолжать свой путь. Позднее они разделились на две части. Группа Утренней Звезды была вынуждена сдаться в октябре, а Маленький Волк со своими людьми смог добраться до своих прежних земель, где впоследствии, правительство США образовало резервацию для северных шайеннов.
В 1880 году, из-за ссоры, он убил соплеменника, в результате чего потерял статус вождя. Остаток жизни Маленький Волк провёл в добровольном изгнании в резервации северных шайеннов.